# Hibiscus itirapinensis
Hibiscus itirapinensis är en malvaväxtart som beskrevs av Antonio Krapovickas och Fryxell. Hibiscus itirapinensis ingår i Hibiskussläktet som ingår i familjen malvaväxter. Inga underarter finns listade i Catalogue of Life.